# Hoxie (Kansas)
Hoxie – miasto w Stanach Zjednoczonych, w stanie Kansas, w hrabstwie Sheridan.